# Wittersdorf
Wittersdorf [vitəʁsdɔʁf]  est une commune française située dans la circonscription administrative du Haut-Rhin et, depuis le 1er janvier 2021, dans le territoire de la Collectivité européenne d'Alsace, en région Grand Est.
Cette commune se trouve dans la région historique et culturelle d'Alsace.
Ses habitants sont appelés les Wittersdorfois.

## Géographie
| Plans de Wittersdorf | Wittersdorf est une commune de 829 habitants pour 174 hab./km2 (2014). |

|          | Walheim     | Emlingen |
| Altkirch | Wittersdorf | Tagsdorf |
|          | Hirsingue   | Schwoben |

### Hydrographie
La commune est dans le bassin versant du Rhin au sein du bassin Rhin-Meuse. Elle est drainée par le Thalbach et le Krebsbaechel,,.
Le Thalbach, d'une longueur de 21 km, prend sa source dans la commune de Folgensbourg et se jette  dans l'Ill à Walheim, après avoir traversé 15 communes. Les caractéristiques hydrologiques du Thalbach sont données par la station hydrologique située sur la commune. Le débit moyen mensuel est de 0,566 m3/s. Le débit moyen journalier maximum est de 19 m3/s, atteint lors de la crue du 31 mai 1995. Le débit instantané maximal est quant à lui de 24,1 m3/s, atteint le 25 mai 1983.

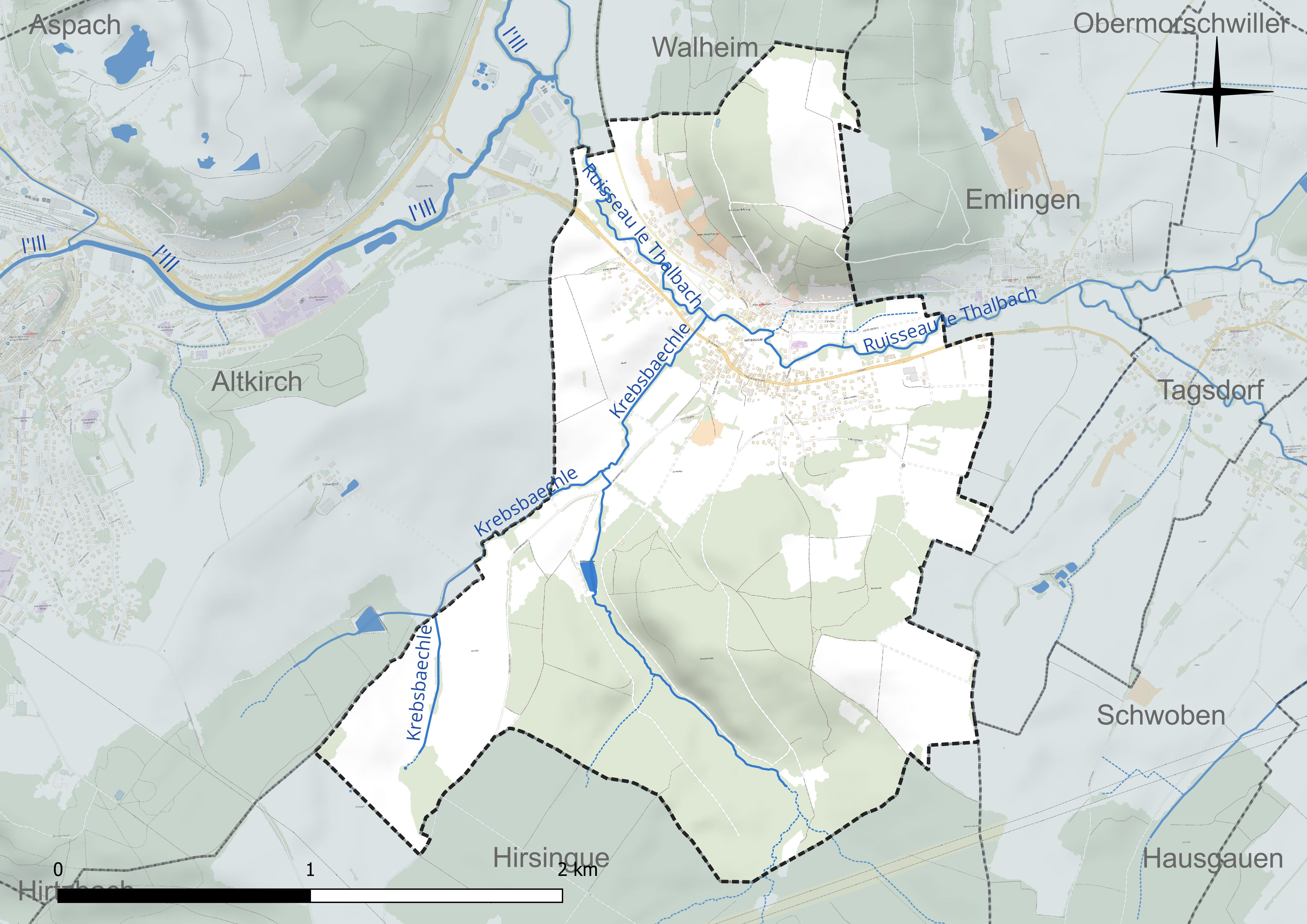
Réseau hydrographique de Wittersdorf.

### Climat
Pour des articles plus généraux, voir Climat du Grand Est et Climat du Haut-Rhin.
En 2010, le climat de la commune est de type climat des marges montargnardes, selon une étude du Centre national de la recherche scientifique s'appuyant sur une série de données couvrant la période 1971-2000. En 2020, Météo-France publie une typologie des climats de la France métropolitaine dans laquelle la commune est exposée à un climat semi-continental et est dans la région climatique  Vosges, caractérisée par une pluviométrie très élevée (1 500 à 2 000 mm/an) en toutes saisons et un hiver rude (moins de 1 °C). 
Pour la période 1971-2000, la température annuelle moyenne est de 10,1 °C, avec une amplitude thermique annuelle de 17,7 °C. Le cumul annuel moyen de précipitations est de 909 mm, avec 9,3 jours de précipitations en janvier et 9,3 jours en juillet. Pour la période 1991-2020, la température moyenne annuelle observée sur la station météorologique de Météo-France la plus proche, « Carspach », sur la commune de Carspach à 5 km à vol d'oiseau, est de 11,0 °C et le cumul annuel moyen de précipitations est de 827,7 mm. 
La température maximale relevée sur cette station est de 38,1 °C, atteinte le 4 août 2022 ; la température minimale est de −17,7 °C, atteinte le 5 février 2012,,. 
Les paramètres climatiques de la commune ont été estimés pour le milieu du siècle (2041-2070) selon différents scénarios d'émission de gaz à effet de serre à partir des nouvelles projections climatiques de référence DRIAS-2020. Ils sont consultables sur un site dédié publié par Météo-France en novembre 2022.

## Urbanisme

### Typologie
Au 1er janvier 2024, Wittersdorf est catégorisée commune rurale à habitat dispersé, selon la nouvelle grille communale de densité à sept niveaux définie par l'Insee en 2022.
Elle est située hors unité urbaine. Par ailleurs la commune fait partie de l'aire d'attraction de Bâle - Saint-Louis (partie française), dont elle est une commune de la couronne,. Cette aire, qui regroupe 94 communes, est catégorisée dans les aires de 200 000 à moins de 700 000 habitants,.

### Occupation des sols
L'occupation des sols de la commune, telle qu'elle ressort de la base de données européenne d’occupation biophysique des sols Corine Land Cover (CLC), est marquée par l'importance des territoires agricoles (53,8 % en 2018), en diminution par rapport à 1990 (54,8 %). La répartition détaillée en 2018 est la suivante : 
terres arables (39,6 %), forêts (38,9 %), zones agricoles hétérogènes (9,6 %), zones urbanisées (7,3 %), cultures permanentes (4,6 %). L'évolution de l’occupation des sols de la commune et de ses infrastructures peut être observée sur les différentes représentations cartographiques du territoire : la carte de Cassini (XVIIIe siècle), la carte d'état-major (1820-1866) et les cartes ou photos aériennes de l'IGN pour la période actuelle (1950 à aujourd'hui).

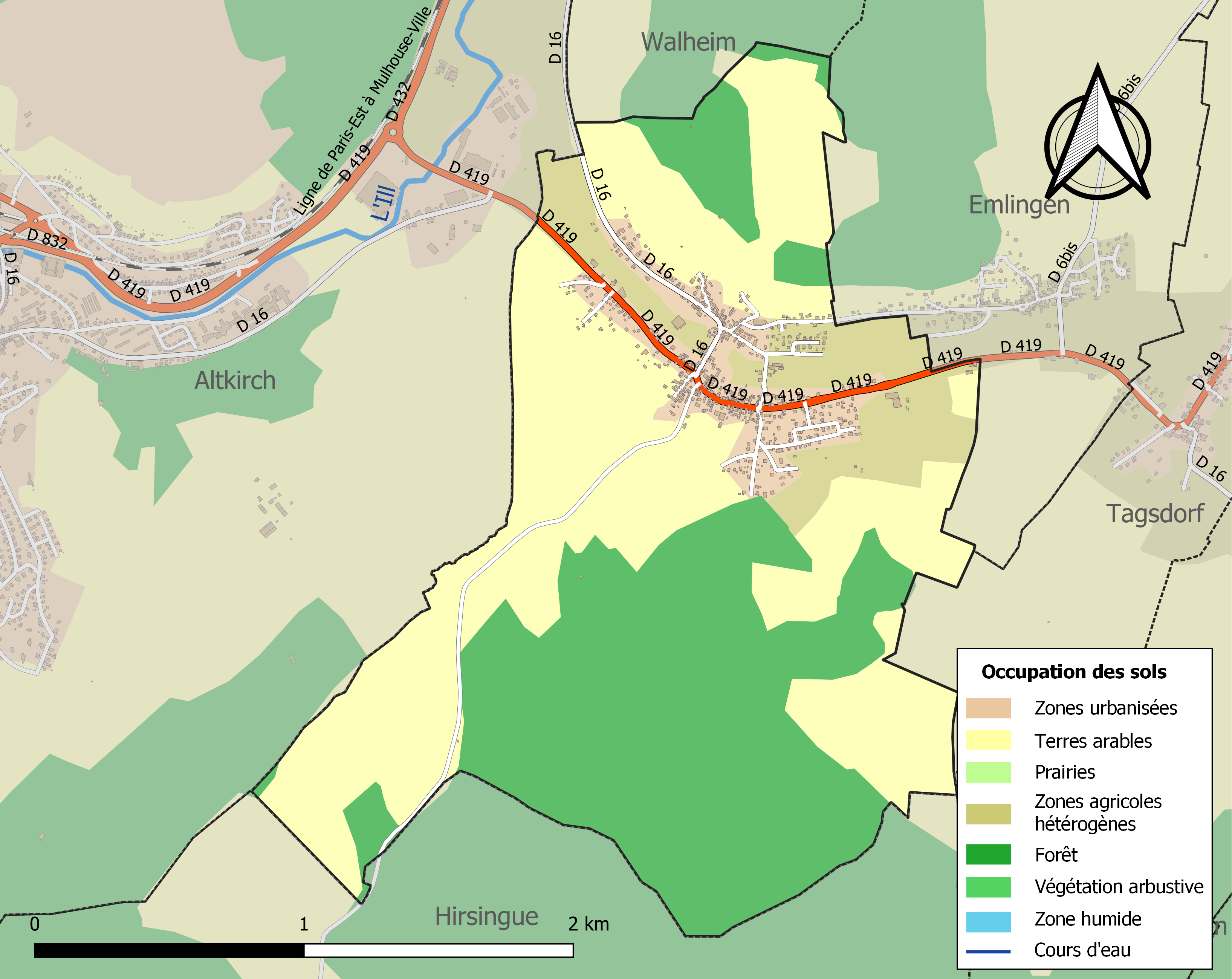
Carte des infrastructures et de l'occupation des sols de la commune en 2018 (CLC).

## Histoire

### Héraldique
| Blason de Wittersdorf | Les armes de Wittersdorf se blasonnent ainsi : « D'argent à l'ours rampant de sable, lampassé de gueules, tenant dans sa patte dextre antérieure une grappe de raisin de même. » |

## Lieux et monuments

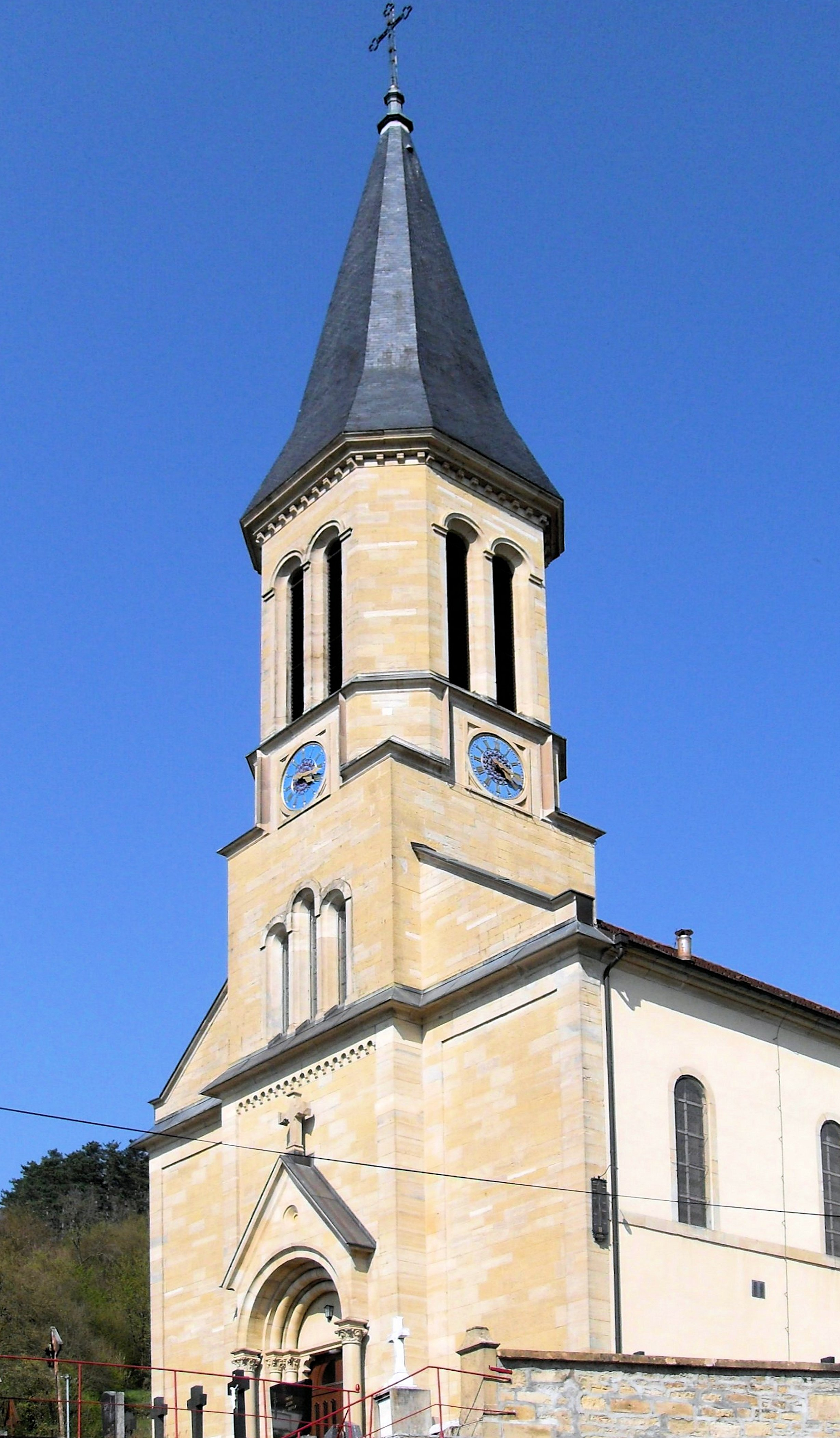
L'église Saints-Pierre-et-Paul.

## Politique et administration
| Période                                  | Période  | Identité                 | Étiquette | Qualité |
| ---------------------------------------- | -------- | ------------------------ | --------- | ------- |
| avant 1981                               | ?        | André Zimmermann         |           |         |
| mars 2001                                | En cours | Jean-Marie Freudenberger |           |         |
| Les données manquantes sont à compléter. |          |                          |           |         |

## Démographie
L'évolution du nombre d'habitants est connue à travers les recensements de la population effectués dans la commune depuis 1793. Pour les communes de moins de 10 000 habitants, une enquête de recensement portant sur toute la population est réalisée tous les cinq ans, les populations de référence des années intermédiaires étant quant à elles estimées par interpolation ou extrapolation. Pour la commune, le premier recensement exhaustif entrant dans le cadre du nouveau dispositif a été réalisé en 2007.

En 2022, la commune comptait 778 habitants, en évolution de −4,42 % par rapport à 2016 (Haut-Rhin : +0,66 %, France hors Mayotte : +2,11 %).
| 1793 | 1800 | 1806 | 1821 | 1831 | 1836 | 1841 | 1846  | 1851 |
| ---- | ---- | ---- | ---- | ---- | ---- | ---- | ----- | ---- |
| 505  | 555  | 646  | 666  | 837  | 861  | 900  | 1 007 | 954  |

| 1856 | 1861 | 1866 | 1871 | 1875 | 1880 | 1885 | 1890 | 1895 |
| ---- | ---- | ---- | ---- | ---- | ---- | ---- | ---- | ---- |
| 928  | 873  | 900  | 909  | 839  | 836  | 822  | 742  | 762  |

| 1900 | 1905 | 1910 | 1921 | 1926 | 1931 | 1936 | 1946 | 1954 |
| ---- | ---- | ---- | ---- | ---- | ---- | ---- | ---- | ---- |
| 774  | 767  | 801  | 769  | 749  | 721  | 715  | 684  | 651  |

| 1962 | 1968 | 1975 | 1982 | 1990 | 1999 | 2006 | 2007 | 2012 |
| ---- | ---- | ---- | ---- | ---- | ---- | ---- | ---- | ---- |
| 646  | 632  | 687  | 673  | 660  | 690  | 793  | 808  | 836  |

| 2017 | 2022 | - | - | - | - | - | - | - |
| ---- | ---- | - | - | - | - | - | - | - |
| 806  | 778  | - | - | - | - | - | - | - |

## Événements de la commune
- La randonnée cyclotouristique et VTT, organisée par le Vélo Club Union de Wittersdorf-Emlingen chaque premier dimanche de septembre. La randonnée sur route est organisée depuis 1982. La randonnée VTT est organisée depuis 1987, et, à ce titre, est certainement l'une plus vieille de l'Est de la France.
- Les vendanges, courant septembre.
- Le marché aux puces : le 3e dimanche de septembre.
- L'Association Culture et Solidarité a organisé plusieurs expositions sur différents thèmes (photos anciennes du village, sur les combats de 1914-18 autour de la commune, les volcans, le jardinage écologique,...), et a inauguré une "université rurale".
- Wittersdorf a accueilli en septembre 2012 le Championnat d'Europe de barbe et moustache, organisé par le Club de moustache d'Amberg et l'association Domaine Nature[22],[23].